# Pierre Cottereau (Kameramann)
Pierre Cottereau (* 1974) ist ein französischer Kameramann.
Pierre Cottereau ist seit Mitte der 1990er Jahre als Kameramann tätig und wirkte an mehr als 40 Film- und Fernsehproduktionen mit. Für den Film Café de Flore wurde er 2012 mit dem Prix Jutra für die beste Kamera ausgezeichnet.

## Filmografie (Auswahl)
- 2000: Bis an die Grenzen – In extremis (In extremis)
- 2004: Clara et moi
- 2004: Die Perlenstickerinnen (Brodeuses)
- 2006: Die Geschichte des Soldaten Antonin (Les Fragments d’Antonin)
- 2008: Maskeraden (Mascarades)
- 2010: Djinns – Dämonen der Wüste (Djinns)
- 2011: Who Killed Marilyn? (Poupoupidou)
- 2011: Café de Flore
- 2012: Adieu Berthe
- 2013: Eyjafjallajökull – Der unaussprechliche Vulkanfilm (Eyjafjallajökull)
- 2014: Lieber Weihnachtsmann (Le père noël)
- 2015: Rosalie Blum
- 2015: En mai, fais ce qu’il te plaît
- 2016: Eine bretonische Liebe (Ôtez-moi d’un doute)
- 2016: Fannys Reise (Le voyage de Fanny)
- 2017: Gauguin (Gauguin – Voyage de Tahiti)
- 2018: Die Kunst der Nächstenliebe (Les bonnes intentions)
- 2019: The Wolf’s Call – Entscheidung in der Tiefe (Le chant du loup)
- 2019: Lügen haben kurze Beine (Fourmi)
- 2021: Black Box – Gefährliche Wahrheit (Bôite noire)
- 2022: Im Taxi mit Madeleine (Une belle course)
- 2023: Griechischer Salat (Salade Grecque)
- 2023: Polar Park – Eiskalte Morde (Polar Park, Fernsehserie, 6 Folgen)